# Kac Vegas w Bangkoku
Kac Vegas w Bangkoku (ang. The Hangover Part II) – amerykańska komedia z 2011 roku w reżyserii Todda Phillipsa. Sequel filmu Kac Vegas z 2009 roku.

## Fabuła
Mijają 2 lata od wydarzeń przedstawionych w pierwszym filmie. Stu żeni się w Tajlandii ze swoją wybranką Lauren. Nie chce powtórki z wieczoru kawalerskiego w Las Vegas i urządza tylko „branch kawalerski” – wczesne śniadanie przed ślubem. Dwa dni przed ślubem Stu, Phil, Alan, Doug oraz młodszy brat Lauren Teddy, spędzają wieczór przy ognisku. Następnego dnia Stu, Phil i Alan budzą się w hotelu w Bangkoku. Nic kompletnie nie pamiętają. Alan ma ogoloną głowę, Stu dziarę na twarzy, po domu biega małpa w kamizelce, Chow leży na podłodze a w wiaderku z lodem jest palec Teddy’ego. W dodatku nie wiedzą gdzie jest Teddy i Doug. Na szczęście okazuje się, że Doug jest w hotelu, gdzie odbędzie się ślub. W ciągu filmu bohaterowie dowiadują się, że Stu uprawiał seks z kobietą transpłciową, ukradli małpę dilera, porwali mnicha i wywołali zamieszki na ulicach.

## Obsada
- Ed Helms jako doktor Stuart „Stu” Price
- Bradley Cooper jako Phil Wenneck
- Zach Galifianakis jako Alan Garner
- Justin Bartha jako Doug Billings
- Ken Jeong jako Leslie Chow
- Jeffrey Tambor jako Sid Garner
- Jamie Chung jako Lauren
- Bryan Callen jako Samir
- Mason Lee jako Teddy
- Paul Giamatti jako Kingsley
- Sasha Barrese jako Tracy Billings
- Gillian Vigman jako Stephanie Wenneck
- Yasmin Lee jako Kimmy
- Mike Tyson jako on sam

## Box office
W polskim box office film Kac Vegas w Bangkoku zadebiutował na pierwszym miejscu. Przez cały weekend film zobaczyło 152 630 widzów. Dzięki temu wynikowi zepchnął z pierwszego miejsca film Piraci z Karaibów: Na nieznanych wodach.